# CKAN
Il Comprehensive Knowledge Archive Network (CKAN) è un sistema open source e basato sul web per l'immagazzinamento, la catalogazione e la distribuzione di dati, quali ad esempio fogli di calcolo o contenuti di database. CKAN è ispirato dal sistema di gestione dei pacchetti comune a sistemi operativi open source come quelli della famiglia Linux, ed è inteso essere, dai suoi creatori, l'"apt-get di Debian per i dati". A febbraio 2014 è stata rilasciata la versione 2.2 di CKAN.
Il codice base di CKAN viene mantenuto dalla Open Knowledge Foundation. Il sistema è usato sia come piattaforma pubblica su Datahub, sia da varie pubbliche amministrazioni nell'ambito della loro strategia di pubblicazione di dati aperti, come data.gov.uk in Gran Bretagna, Data.gov negli USA o, in Italia, dal Comune di Torino , alla Provincia Autonoma di Trento. Inoltre, i portali open data della Regione Piemonte e della Regione Emilia-Romagna espongono Application programming interface API conformi al modello CKAN.
Il contenuto del sito è fruibile sotto licenza Creative Commons BY 4.0.